# بني خبثين (عبس)

تعديل مصدري - تعديل

بني خبثين هي إحدى قرى عزلة بني حسن بمديرية عبس التابعة لمحافظة حجة، بلغ تعداد سكانها 194 نسمة حسب تعداد اليمن لعام 2004.